# Християнська апологетика
Христия́нська апологе́тика (грец. απολογία — захищати, обґрунтовувати) — захист віри християнської від невіруючих. Це дисципліна, яка займаєтеся раціональним обґрунтуванням християнської віри. За іншим визначенням її часто йменують пророцькою аргументацією. Християнська апологетика сформулювала певні філософські докази, щоб достеменно довести — Бог існує. Істинна апологетика, з іншого боку, оберігає і вказує на скарби віри.
Мета апологетики — в позитивному ключі показати логічність і правильність основних положень християнського світобачення, і вже на основі цього доводити відсутність будь-якого антагонізму між християнською релігією та наукою, між вірою та розумом.
Існує два види критики християнства: зі сторони неправдивих вчень (релігійних єресей і псевдонаукових теорій) і зі сторони наукових видів знання. В першому випадку завдання християнської апологетики полягає в тому, щоб показати неправдивість і помилковість тих вчень які протистоять християнству. В другому ж випадку питання ставиться по-іншому. Тут не потрібно доводити помилковість положень тієї чи іншої науки, але необхідно показати хибність позиції окремих науковців, які від імені науки беруться критикувати християнство. Тут необхідно вказати, що предмет релігії зовсім інший ніж в науки, і не піддається пізнанню за допомогою чуттєвих і раціональних методів і відповідно не підлягає науковій критиці в правдивому її розумінні.
Апологетика спрямована до «зовнішніх» — тих, хто знаходиться поза Церквою, сумнівається, шукає, і для кого Святе Писання і церковне вчення ще не є авторитетним. В силу цього християнська апологетика вимушена звертатись у своїй аргументації до іншого роду джерел.
Християнська апологетика стверджує, що кожний християнин повинен бути готовим дати обґрунтування своєї віри у Христа, повинен знати — у що він вірить, чому він вірить у це, як поділитися цим із іншими і як захиститися від брехні та нападок.
Захист християнської віри ніколи не має застосовувати грубість, агресію чи неповагу. Християнська апологетика стверджує, що нам слід прагнути до міцності нашого захисту та, водночас, бути в цьому подібними на Христа. Якщо ми перемагаємо в дебатах, але відштовхуємо людину від Христа своїм ставленням, то цим ми втрачаємо істинну мету християнської апологетики.
Є два головних методи християнської апологетики. Перший, включає подання доказів і фактів, що підтверджують істинність Християнства. Другий, полягає в конфронтації припущенням (упередженим ідеям, умовиводам), які лежать в основі антихристиянських позицій.

## Список джерел
- Двірняк, Джордж (2002). Християнська апологетика. Луцьк. с. 112.